# Comté d'Anoka
Pour les articles homonymes, voir Anoka.
Le comté d'Anoka est un comté de l'État du Minnesota aux États-Unis. Il comptait 363 887 habitants en 2020. Son siège est Anoka.